# Demeanor
Demeanor è un singolo del rapper statunitense Pop Smoke, pubblicato il 16 luglio 2021 come primo estratto dal secondo album in studio Faith.

## Descrizione
Il brano conta la partecipazione della cantante britannica Dua Lipa ed è stato descritto da Rolling Stone come un pezzo disco pop. È stato scritto dai due interpreti assieme a Daniel Mlzrahi, Dru Decaro, Mantra e Michael Gomes, questi ultimi tre anche produttori con Jess Jackson.

## Video musicale
Il video musicale, diretto da Nabil, è stato reso disponibile su YouTube il 29 luglio 2021. È ambientato in un castello durante l'epoca barocca e vede la cantante rendere omaggio al defunto rapper assieme agli altri commensali.

## Classifiche
| Classifica (2021) | Posizione massima |
| ----------------- | ----------------- |
| Australia         | 43                |
| Canada            | 26                |
| Croazia           | 86                |
| Francia           | 131               |
| Grecia            | 27                |
| Irlanda           | 20                |
| Lituania          | 94                |
| Portogallo        | 112               |
| Regno Unito       | 14                |
| Stati Uniti       | 86                |
| Svezia            | 41                |
| Svizzera          | 63                |

## Date di pubblicazione
| Paese                 | Data           | Formato                | Nota   |
| --------------------- | -------------- | ---------------------- | ------ |
| Regno Unito           | 16 luglio 2021 | Contemporary hit radio | [ 2 ]  |
| Stati Uniti d'America | 20 luglio 2021 | Contemporary hit radio | [ 10 ] |
| Stati Uniti d'America | 20 luglio 2021 | Rhythmic contemporary  | [ 11 ] |
| Italia                | 23 luglio 2021 | Contemporary hit radio | [ 12 ] |